# Hemiphryxus malindiae
Hemiphryxus malindiae is een pissebed uit de familie Bopyridae. De wetenschappelijke naam van de soort is voor het eerst geldig gepubliceerd in 1974 door Bruce.